# Klaas Balk
Klaas Cornelis Hendrik Balk (ur. 27 grudnia 1948 w Badhoevedorp) – holenderski kolarz torowy i szosowy, brązowy medalista torowych mistrzostw świata.

## Kariera
Największy sukces w karierze Klaas Balk osiągnął na torowych mistrzostwach świata w Brnie w 1969 roku, kiedy zdobył brązowy medal w wyścigu na 1 km. W zawodach tych wyprzedzili go jedynie Włoch Gianni Sartori oraz Polak Janusz Kierzkowski. Był to jedyny medal wywalczony przez Balka na międzynarodowej imprezie tej rangi. W tym samym roku wystąpił na igrzyskach olimpijskich w Meksyku, gdzie Holendrzy odpadli w eliminacjach drużynowego wyścigu na dochodzenie. Cztery lata później, podczas igrzysk olimpijskich w Monachium Balk był czwarty w sprincie indywidualnym, przegrywając wale o brązowy medal z Omarem Pchakadze z ZSRR. Na tych samych igrzyskach był ponadto piąty w rywalizacji tandemów. Wielokrotnie zdobywał medale torowych mistrzostw kraju, w tym cztery złote. Startował także w wyścigach szosowych, zajmując między innymi trzecie miejsce w klasyfikacji generalnej Ronde van Gelderland (1970) Ronde van Midden-Nederland (1972) oraz drugie w Ronde van Drenthe (1972) .